# 北方町早上
北方町早上（きたかたまちはやかみ）は、宮崎県延岡市の町名である。2025年１月1日現在、人口53人（男27人、女26人）、世帯数27世帯である。郵便番号は、882-0245、番地につく干支は「巳」である。

## 地理
延岡市の南西部、旧北方町の南西部、五ケ瀬川右岸に位置する。
北を北方町日平（未）、北東を北方町滝下（未）、東を北方町早中（巳）南を東臼杵郡美郷町北郷北郷宇納間、西を西臼杵郡日之影町大字分城と接する。

## 歴史

### 沿革
- 2007年3月31日 - 北方町が延岡市に編入。「巳」のうち、通称地名「早日渡上」をもって「北方町早上」が設置される。

## 小・中学校の学区
公立小・中学校の通学域は以下の通り。
小・中一貫校
- 延岡市立北方学園